# Patrik Ersgård
Patrik Ersgård, född 6 oktober 1964 i Täby, är en svensk skådespelare, manusförfattare och regiassistent med mera. Han är son till regissören Håkan Ersgård, bror till regissören Joakim Ersgård och till manusförfattaren Jesper Ersgård.

## Filmografi
Manus
- 1988 – Besökarna
- 1997 – Living in Peril tillsammans med Jesper Ersgård
- 2004 – Rancid tillsammans med Jesper Ersgård

Roller
- 1977 – Jakten på Janne
- 1988 – Besökarna
- 1989 – Kronvittnet
- 1993 – Drömmen om Rita
- 1997 – Living in Peril
- 2001 – Jordgubbar med riktig mjölk
- 2004 – Rancid